# Copa Libertadores 2009
La Copa Libertadores 2009 «50 años de pasión», denominada por motivos comerciales Copa Santander Libertadores 2009, fue la quincuagésima edición del torneo de clubes más importante de América del Sur, organizado por la Confederación Sudamericana de Fútbol, en la que participaron equipos de once países: Argentina, Bolivia, Brasil, Chile, Colombia, Ecuador, México, Paraguay, Perú, Uruguay y Venezuela.
El campeón fue Estudiantes de La Plata de Argentina, que alcanzó así su cuarto título en la competición. Gracias a él, clasificó a la Copa Mundial de Clubes 2009, y disputó la Recopa Sudamericana 2010 frente a Liga de Quito de Ecuador. Se clasificó, también, a la segunda fase de la Copa Libertadores 2010.

## Formato
Un total de 12 equipos —los 2 últimos clasificados del país del campeón vigente, y el último clasificado de cada uno de los restantes países— disputaron la primera fase, en la cual se establecieron seis llaves. Cada una tuvo a su respectivo ganador, que accedió a la segunda fase, a la que ya se encontraban clasificados los restantes 26 equipos, constituyéndose así ocho grupos de 4 equipos. Los dos primeros de cada zona pasaron a las fases finales, disputadas bajo el sistema de eliminación directa y compuestas por los octavos de final, los cuartos de final, las semifinales y la final, en la que se declaró al campeón.
|                            |                            | Equipos que entran en esta fase | Equipos que provienen de la fase anterior                                       |
| -------------------------- | -------------------------- | --- | ------------------------------------------------------------------------------- |
| Primera fase (12 equipos)  | Primera fase (12 equipos)  | - 1 equipo de Argentina, Bolivia, Brasil, Chile, Colombia, Ecuador, México, Paraguay, Perú, Uruguay y Venezuela - 1 equipo extra del país del campeón vigente |                                                                                 |
| Segunda fase (32 equipos)  | Segunda fase (32 equipos)  | - 4 equipos de Argentina y Brasil - 2 equipos de Bolivia, Chile, Colombia, Ecuador, México, Paraguay, Perú, Uruguay y Venezuela                               | - 6 equipos clasificados de la Primera fase                                     |
| Fases finales (16 equipos) | Fases finales (16 equipos) | | - 8 equipos primeros de la Segunda fase - 8 equipos segundos de la Segunda fase |

## Equipos participantes
En cursiva los equipos debutantes en el torneo.
| País                              | Equipo                                                      | Vía de clasificación |
| --------------------------------- | ----------------------------------------------------------- | --- |
| Argentina 5 cupos                 | Lanús River Plate Boca Juniors San Lorenzo Estudiantes (LP) | Campeón del Torneo Apertura 2007 Campeón del Torneo Clausura 2008 Campeón del Torneo Apertura 2008 Mejor equipo ubicado en la tabla de promedios de los torneos Apertura 2007, Clausura 2008 y Apertura 2008 2.º mejor equipo ubicado en la tabla de promedios de los torneos Apertura 2007, Clausura 2008 y Apertura 2008 |
| Bolivia 3 cupos                   | Universitario de Sucre Aurora Real Potosí                   | Campeón del Torneo Apertura 2008 Campeón del Torneo Clausura 2008 Ganador de los Play-offs 2008 |
| Brasil 5 cupos                    | São Paulo Grêmio Cruzeiro Sport Recife Palmeiras            | Campeón del Campeonato Brasileño de 2008 Subcampeón del Campeonato Brasileño de 2008 3.º puesto del Campeonato Brasileño de 2008 Campeón de la Copa de Brasil 2008 4.º puesto del Campeonato Brasileño de 2008 |
| Chile 3 cupos                     | Everton Colo-Colo Universidad de Chile                      | Campeón del Torneo Apertura 2008 Campeón del Torneo Clausura 2008 Mejor equipo ubicado en la tabla general de la fase clasificatoria del Torneo Clausura 2008 |
| Colombia 3 cupos                  | Boyacá Chicó América de Cali Independiente Medellín         | Campeón del Torneo Apertura 2008 Campeón del Torneo Finalización 2008 Mejor equipo ubicado en la Reclasificación 2008 |
| Ecuador 3 cupos + campeón vigente | Liga de Quito Deportivo Quito Deportivo Cuenca El Nacional  | Campeón de la Copa Libertadores 2008 Campeón del Campeonato Ecuatoriano de 2008 3.º puesto de la Liguilla Final del Campeonato Ecuatoriano de 2008 4.º puesto de la Liguilla Final del Campeonato Ecuatoriano de 2008 |
| México 3 cupos                    | San Luis Guadalajara Pachuca                                | Mejor equipo ubicado en la tabla general de la fase regular del Torneo Apertura 2008 no participante de la Concacaf Liga Campeones 2008-09 Campeón de la InterLiga 2009 Subcampeón de la InterLiga 2009 |
| Paraguay 3 cupos                  | Libertad Guaraní Nacional                                   | Campeón del Torneo Apertura 2008 y del Torneo Clausura 2008 Mejor equipo ubicado en la tabla acumulada de la temporada 2008 2.º mejor equipo ubicado en la tabla acumulada de la temporada 2008 |
| Perú 3 cupos                      | Universidad San Martín Universitario Sporting Cristal       | Campeón del Campeonato Descentralizado 2008 Subcampeón del Campeonato Descentralizado 2008 Mejor equipo ubicado en la tabla acumulada del Campeonato Descentralizado 2008 |
| Uruguay 3 cupos                   | Defensor Sporting Nacional Peñarol                          | Campeón del Campeonato Uruguayo de 2007-08 Ganador de la Liguilla Pre-Libertadores de América de 2008 3.º puesto de la Liguilla Pre-Libertadores de América de 2008 |
| Venezuela 3 cupos                 | Deportivo Táchira Caracas Deportivo Anzoátegui              | Campeón de la Primera División Venezolana 2007-08 Subcampeón de la Primera División Venezolana 2007-08 Mejor equipo ubicado en la tabla acumulada de la Primera División Venezolana 2007-08 |

### Distribución geográfica de los equipos
Distribución geográfica de las sedes de los equipos participantes:

## Sorteo
El sorteo se realizó el 25 de noviembre de 2008 en la sede de la Confederación. Al momento de efectuarse, los cupos correspondientes a los equipos de Perú fueron declarados vacantes, ya que por entonces se encontraba vigente la suspensión aplicada por la FIFA a la federación de aquel país. Tras levantarse la sanción, los cupos fueron restituidos.

### Participantes de la Primera fase
| Participantes |                                                                                        |
| --- | -------------------------------------------------------------------------------------- |
| \| - Estudiantes (LP) - Real Potosí - Palmeiras - Universidad de Chile - Independiente Medellín - Deportivo Cuenca \| - El Nacional - Pachuca - Nacional - Sporting Cristal - Peñarol - Deportivo Anzoátegui \| |                                                                                        |
| - Estudiantes (LP) - Real Potosí - Palmeiras - Universidad de Chile - Independiente Medellín - Deportivo Cuenca                                                                                                 | - El Nacional - Pachuca - Nacional - Sporting Cristal - Peñarol - Deportivo Anzoátegui |

### Bolilleros de la Segunda fase
| Bombo 1                                                                                            | Bombo 2 | Bombo 3 | Bombo 4                                                                                          |
| -------------------------------------------------------------------------------------------------- | --- | --- | ------------------------------------------------------------------------------------------------ |
| - Liga de Quito - Lanús - River Plate - Boca Juniors - San Lorenzo - São Paulo - Grêmio - Cruzeiro | - Universitario de Sucre - Aurora - Everton - Colo-Colo - Guaraní - Libertad - Defensor Sporting - Nacional | - Sport Recife - Boyacá Chicó - América de Cali - Deportivo Quito - Universitario - Universidad San Martín - Caracas - Deportivo Táchira | - San Luis - Guadalajara - Ganador A - Ganador B - Ganador C - Ganador D - Ganador E - Ganador F |

## Primera fase
| Fechas                     | Local en la ida           | Global | Local en la vuelta    | Ida | Vuelta | Llave     |
| -------------------------- | ------------------------- | ------ | --------------------- | --- | ------ | --------- |
| 28 de enero y 3 de febrero | Independiente Medellín    | 4:0    | Peñarol               | 4:0 | 0:0    | Ganador A |
| 29 de enero y 4 de febrero | Sporting Cristal          | 2:2    | Estudiantes (LP) (v.) | 2:1 | 0:1    | Ganador B |
| 27 de enero y 5 de febrero | El Nacional               | 3:8    | Nacional              | 0:5 | 3:3    | Ganador C |
| 29 de enero y 3 de febrero | Deportivo Anzoátegui      | 2:3    | Deportivo Cuenca      | 2:0 | 0:3    | Ganador D |
| 29 de enero y 4 de febrero | Palmeiras                 | 7:1    | Real Potosí           | 5:1 | 2:0    | Ganador E |
| 28 de enero y 4 de febrero | (v.) Universidad de Chile | 2:2    | Pachuca               | 1:0 | 1:2    | Ganador F |

## Segunda fase

### Grupo 1
| Equipo        | Pts. | PJ | PG | PE | PP | GF | GC | DG |
| ------------- | ---- | -- | -- | -- | -- | -- | -- | -- |
| Sport Recife  | 13   | 6  | 4  | 1  | 1  | 10 | 7  | 3  |
| Palmeiras     | 10   | 6  | 3  | 1  | 2  | 9  | 7  | 2  |
| Colo-Colo     | 7    | 6  | 2  | 1  | 3  | 9  | 7  | 2  |
| Liga de Quito | 4    | 6  | 1  | 1  | 4  | 6  | 13 | –7 |

| \| Fecha \| Lugar \| Local \| Resultado \| Visitante \| \| ------------- \| --------- \| ------------- \| --------- \| ------------- \| \| 17 de febrero \| Quito \| Liga de Quito \| 3:2 \| Palmeiras \| \| 18 de febrero \| Santiago \| Colo-Colo \| 1:2 \| Sport Recife \| \| 3 de marzo \| São Paulo \| Palmeiras \| 1:3 \| Colo-Colo \| \| 4 de marzo \| Recife \| Sport Recife \| 2:0 \| Liga de Quito \| \| 12 de marzo \| Santiago \| Colo-Colo \| 3:0 \| Liga de Quito \| \| 8 de abril \| Recife \| Sport Recife \| 0:2 \| Palmeiras \| \| 9 de abril \| Quito \| Liga de Quito \| 1:1 \| Colo-Colo \| \| 15 de abril \| São Paulo \| Palmeiras \| 1:1 \| Sport Recife \| \| 21 de abril \| São Paulo \| Palmeiras \| 2:0 \| Liga de Quito \| \| 22 de abril \| Recife \| Sport Recife \| 2:1 \| Colo-Colo \| \| 29 de abril \| Quito \| Liga de Quito \| 2:3 \| Sport Recife \| \| 29 de abril \| Santiago \| Colo-Colo \| 0:1 \| Palmeiras \| |           |               |           |               |
| Fecha | Lugar     | Local         | Resultado | Visitante     |
| 17 de febrero | Quito     | Liga de Quito | 3:2       | Palmeiras     |
| 18 de febrero | Santiago  | Colo-Colo     | 1:2       | Sport Recife  |
| 3 de marzo | São Paulo | Palmeiras     | 1:3       | Colo-Colo     |
| 4 de marzo | Recife    | Sport Recife  | 2:0       | Liga de Quito |
| 12 de marzo | Santiago  | Colo-Colo     | 3:0       | Liga de Quito |
| 8 de abril | Recife    | Sport Recife  | 0:2       | Palmeiras     |
| 9 de abril | Quito     | Liga de Quito | 1:1       | Colo-Colo     |
| 15 de abril | São Paulo | Palmeiras     | 1:1       | Sport Recife  |
| 21 de abril | São Paulo | Palmeiras     | 2:0       | Liga de Quito |
| 22 de abril | Recife    | Sport Recife  | 2:1       | Colo-Colo     |
| 29 de abril | Quito     | Liga de Quito | 2:3       | Sport Recife  |
| 29 de abril | Santiago  | Colo-Colo     | 0:1       | Palmeiras     |

### Grupo 2
| Equipo            | Pts. | PJ | PG | PE | PP | GF | GC | DG  |
| ----------------- | ---- | -- | -- | -- | -- | -- | -- | --- |
| Boca Juniors      | 15   | 6  | 5  | 0  | 1  | 11 | 3  | 8   |
| Deportivo Cuenca  | 10   | 6  | 3  | 1  | 2  | 9  | 4  | 5   |
| Deportivo Táchira | 9    | 6  | 3  | 0  | 3  | 6  | 9  | –3  |
| Guaraní           | 1    | 6  | 0  | 1  | 5  | 5  | 15 | –10 |

| \| Fecha \| Lugar \| Local \| Resultado \| Visitante \| \| ------------- \| ------------- \| ----------------- \| --------- \| ----------------- \| \| 10 de febrero \| Asunción \| Guaraní \| 1:2 \| Deportivo Táchira \| \| 17 de febrero \| Buenos Aires \| Boca Juniors \| 1:0 \| Deportivo Cuenca \| \| 24 de febrero \| Cuenca \| Deportivo Cuenca \| 4:0 \| Guaraní \| \| 4 de marzo \| San Cristóbal \| Deportivo Táchira \| 0:1 \| Boca Juniors \| \| 11 de marzo \| San Cristóbal \| Deportivo Táchira \| 1:0 \| Deportivo Cuenca \| \| 17 de marzo \| Cuenca \| Deportivo Cuenca \| 3:1 \| Deportivo Táchira \| \| 18 de marzo \| Asunción \| Guaraní \| 1:3 \| Boca Juniors \| \| 9 de abril \| Buenos Aires \| Boca Juniors \| 3:1 \| Guaraní \| \| 16 de abril \| San Cristóbal \| Deportivo Táchira \| 2:1 \| Guaraní \| \| 23 de abril \| Cuenca \| Deportivo Cuenca \| 1:0 \| Boca Juniors \| \| 30 de abril \| Asunción \| Guaraní \| 1:1 \| Deportivo Cuenca \| \| 30 de abril \| Buenos Aires \| Boca Juniors \| 3:0 \| Deportivo Táchira \| |               |                   |           |                   |
| Fecha | Lugar         | Local             | Resultado | Visitante         |
| 10 de febrero | Asunción      | Guaraní           | 1:2       | Deportivo Táchira |
| 17 de febrero | Buenos Aires  | Boca Juniors      | 1:0       | Deportivo Cuenca  |
| 24 de febrero | Cuenca        | Deportivo Cuenca  | 4:0       | Guaraní           |
| 4 de marzo | San Cristóbal | Deportivo Táchira | 0:1       | Boca Juniors      |
| 11 de marzo | San Cristóbal | Deportivo Táchira | 1:0       | Deportivo Cuenca  |
| 17 de marzo | Cuenca        | Deportivo Cuenca  | 3:1       | Deportivo Táchira |
| 18 de marzo | Asunción      | Guaraní           | 1:3       | Boca Juniors      |
| 9 de abril | Buenos Aires  | Boca Juniors      | 3:1       | Guaraní           |
| 16 de abril | San Cristóbal | Deportivo Táchira | 2:1       | Guaraní           |
| 23 de abril | Cuenca        | Deportivo Cuenca  | 1:0       | Boca Juniors      |
| 30 de abril | Asunción      | Guaraní           | 1:1       | Deportivo Cuenca  |
| 30 de abril | Buenos Aires  | Boca Juniors      | 3:0       | Deportivo Táchira |

### Grupo 3
| Equipo                 | Pts. | PJ | PG | PE | PP | GF | GC | DG |
| ---------------------- | ---- | -- | -- | -- | -- | -- | -- | -- |
| Nacional               | 14   | 6  | 4  | 2  | 0  | 12 | 3  | 9  |
| Universidad San Martín | 8    | 6  | 2  | 2  | 2  | 7  | 9  | –2 |
| River Plate            | 7    | 6  | 2  | 1  | 3  | 7  | 9  | –2 |
| Nacional               | 4    | 6  | 1  | 1  | 4  | 7  | 12 | –5 |

| \| Fecha \| Lugar \| Local \| Resultado \| Visitante \| \| ------------- \| ------------ \| ---------------------- \| --------- \| ---------------------- \| \| 12 de febrero \| Montevideo \| Nacional (URU) \| 2:1 \| Universidad San Martín \| \| 12 de febrero \| Buenos Aires \| River Plate \| 1:0 \| Nacional (PAR) \| \| 18 de febrero \| Asunción \| Nacional (PAR) \| 0:3 \| Nacional (URU) \| \| 5 de marzo \| Lima \| Universidad San Martín \| 2:1 \| River Plate \| \| 12 de marzo \| Lima \| Universidad San Martín \| 2:1 \| Nacional (PAR) \| \| 19 de marzo \| Montevideo \| Nacional (URU) \| 3:0 \| River Plate \| \| 7 de abril \| Asunción \| Nacional (PAR) \| 1:1 \| Universidad San Martín \| \| 7 de abril \| Buenos Aires \| River Plate \| 0:0 \| Nacional (URU) \| \| 21 de abril \| Lima \| Universidad San Martín \| 1:1 \| Nacional (URU) \| \| 23 de abril \| Asunción \| Nacional (PAR) \| 4:2 \| River Plate \| \| 30 de abril \| Montevideo \| Nacional (URU) \| 3:1 \| Nacional (PAR) \| \| 30 de abril \| Buenos Aires \| River Plate \| 3:0 \| Universidad San Martín \| |              |                        |           |                        |
| Fecha | Lugar        | Local                  | Resultado | Visitante              |
| 12 de febrero | Montevideo   | Nacional (URU)         | 2:1       | Universidad San Martín |
| 12 de febrero | Buenos Aires | River Plate            | 1:0       | Nacional (PAR)         |
| 18 de febrero | Asunción     | Nacional (PAR)         | 0:3       | Nacional (URU)         |
| 5 de marzo | Lima         | Universidad San Martín | 2:1       | River Plate            |
| 12 de marzo | Lima         | Universidad San Martín | 2:1       | Nacional (PAR)         |
| 19 de marzo | Montevideo   | Nacional (URU)         | 3:0       | River Plate            |
| 7 de abril | Asunción     | Nacional (PAR)         | 1:1       | Universidad San Martín |
| 7 de abril | Buenos Aires | River Plate            | 0:0       | Nacional (URU)         |
| 21 de abril | Lima         | Universidad San Martín | 1:1       | Nacional (URU)         |
| 23 de abril | Asunción     | Nacional (PAR)         | 4:2       | River Plate            |
| 30 de abril | Montevideo   | Nacional (URU)         | 3:1       | Nacional (PAR)         |
| 30 de abril | Buenos Aires | River Plate            | 3:0       | Universidad San Martín |

### Grupo 4
| Equipo                 | Pts. | PJ | PG | PE | PP | GF | GC | DG |
| ---------------------- | ---- | -- | -- | -- | -- | -- | -- | -- |
| São Paulo              | 13   | 6  | 4  | 1  | 1  | 10 | 6  | 4  |
| Defensor Sporting      | 8    | 6  | 2  | 2  | 2  | 6  | 6  | 0  |
| Independiente Medellín | 7    | 6  | 1  | 4  | 1  | 7  | 7  | 0  |
| América de Cali        | 3    | 6  | 0  | 3  | 3  | 3  | 7  | –4 |

| \| Fecha \| Lugar \| Local \| Resultado \| Visitante \| \| ------------- \| ---------- \| ---------------------- \| --------- \| ---------------------- \| \| 10 de febrero \| Montevideo \| Defensor Sporting \| 1:0 \| América de Cali \| \| 18 de febrero \| São Paulo \| São Paulo \| 1:1 \| Independiente Medellín \| \| 24 de febrero \| Medellín \| Independiente Medellín \| 0:0 \| Defensor Sporting \| \| 5 de marzo \| Cali \| América de Cali \| 1:3 \| São Paulo \| \| 10 de marzo \| Cali \| América de Cali \| 1:1 \| Independiente Medellín \| \| 17 de marzo \| Medellín \| Independiente Medellín \| 0:0 \| América de Cali \| \| 18 de marzo \| Montevideo \| Defensor Sporting \| 0:1 \| São Paulo \| \| 9 de abril \| São Paulo \| São Paulo \| 2:1 \| Defensor Sporting \| \| 15 de abril \| Medellín \| Independiente Medellín \| 2:1 \| São Paulo \| \| 16 de abril \| Cali \| América de Cali \| 0:0 \| Defensor Sporting \| \| 22 de abril \| Montevideo \| Defensor Sporting \| 4:3 \| Independiente Medellín \| \| 22 de abril \| São Paulo \| São Paulo \| 2:1 \| América de Cali \| |            |                        |           |                        |
| Fecha | Lugar      | Local                  | Resultado | Visitante              |
| 10 de febrero | Montevideo | Defensor Sporting      | 1:0       | América de Cali        |
| 18 de febrero | São Paulo  | São Paulo              | 1:1       | Independiente Medellín |
| 24 de febrero | Medellín   | Independiente Medellín | 0:0       | Defensor Sporting      |
| 5 de marzo | Cali       | América de Cali        | 1:3       | São Paulo              |
| 10 de marzo | Cali       | América de Cali        | 1:1       | Independiente Medellín |
| 17 de marzo | Medellín   | Independiente Medellín | 0:0       | América de Cali        |
| 18 de marzo | Montevideo | Defensor Sporting      | 0:1       | São Paulo              |
| 9 de abril | São Paulo  | São Paulo              | 2:1       | Defensor Sporting      |
| 15 de abril | Medellín   | Independiente Medellín | 2:1       | São Paulo              |
| 16 de abril | Cali       | América de Cali        | 0:0       | Defensor Sporting      |
| 22 de abril | Montevideo | Defensor Sporting      | 4:3       | Independiente Medellín |
| 22 de abril | São Paulo  | São Paulo              | 2:1       | América de Cali        |

### Grupo 5
| Equipo                 | Pts. | PJ | PG | PE | PP | GF | GC | DG |
| ---------------------- | ---- | -- | -- | -- | -- | -- | -- | -- |
| Cruzeiro               | 13   | 6  | 4  | 1  | 1  | 9  | 5  | 4  |
| Estudiantes (LP)       | 10   | 6  | 3  | 1  | 2  | 9  | 4  | 5  |
| Deportivo Quito        | 8    | 6  | 2  | 2  | 2  | 6  | 9  | –3 |
| Universitario de Sucre | 2    | 6  | 0  | 2  | 4  | 2  | 8  | –6 |

| \| Fecha \| Lugar \| Local \| Resultado \| Visitante \| \| ------------- \| -------------- \| ---------------------- \| --------- \| ---------------------- \| \| 12 de febrero \| Sucre \| Universitario de Sucre \| 1:1 \| Deportivo Quito \| \| 19 de febrero \| Belo Horizonte \| Cruzeiro \| 3:0 \| Estudiantes (LP) \| \| 25 de febrero \| Quito \| Deportivo Quito \| 1:1 \| Cruzeiro \| \| 26 de febrero \| La Plata \| Estudiantes (LP) \| 1:0 \| Universitario de Sucre \| \| 4 de marzo \| Sucre \| Universitario de Sucre \| 0:1 \| Cruzeiro \| \| 10 de marzo \| Quito \| Deportivo Quito \| 1:0 \| Estudiantes (LP) \| \| 18 de marzo \| Belo Horizonte \| Cruzeiro \| 2:0 \| Universitario de Sucre \| \| 19 de marzo \| La Plata \| Estudiantes (LP) \| 4:0 \| Deportivo Quito \| \| 8 de abril \| La Plata \| Estudiantes (LP) \| 4:0 \| Cruzeiro \| \| 14 de abril \| Quito \| Deportivo Quito \| 3:1 \| Universitario de Sucre \| \| 22 de abril \| Belo Horizonte \| Cruzeiro \| 2:0 \| Deportivo Quito \| \| 22 de abril \| Sucre \| Universitario de Sucre \| 0:0 \| Estudiantes (LP) \| |                |                        |           |                        |
| Fecha | Lugar          | Local                  | Resultado | Visitante              |
| 12 de febrero | Sucre          | Universitario de Sucre | 1:1       | Deportivo Quito        |
| 19 de febrero | Belo Horizonte | Cruzeiro               | 3:0       | Estudiantes (LP)       |
| 25 de febrero | Quito          | Deportivo Quito        | 1:1       | Cruzeiro               |
| 26 de febrero | La Plata       | Estudiantes (LP)       | 1:0       | Universitario de Sucre |
| 4 de marzo | Sucre          | Universitario de Sucre | 0:1       | Cruzeiro               |
| 10 de marzo | Quito          | Deportivo Quito        | 1:0       | Estudiantes (LP)       |
| 18 de marzo | Belo Horizonte | Cruzeiro               | 2:0       | Universitario de Sucre |
| 19 de marzo | La Plata       | Estudiantes (LP)       | 4:0       | Deportivo Quito        |
| 8 de abril | La Plata       | Estudiantes (LP)       | 4:0       | Cruzeiro               |
| 14 de abril | Quito          | Deportivo Quito        | 3:1       | Universitario de Sucre |
| 22 de abril | Belo Horizonte | Cruzeiro               | 2:0       | Deportivo Quito        |
| 22 de abril | Sucre          | Universitario de Sucre | 0:0       | Estudiantes (LP)       |

### Grupo 6
| Equipo      | Pts. | PJ | PG | PE | PP | GF | GC | DG |
| ----------- | ---- | -- | -- | -- | -- | -- | -- | -- |
| Caracas     | 10   | 6  | 3  | 1  | 2  | 7  | 4  | 3  |
| Guadalajara | 9    | 6  | 2  | 3  | 1  | 9  | 6  | 3  |
| Everton     | 8    | 6  | 2  | 2  | 2  | 7  | 10 | –3 |
| Lanús       | 4    | 6  | 0  | 4  | 2  | 5  | 8  | –3 |

| \| Fecha \| Lugar \| Local \| Resultado \| Visitante \| \| ------------- \| ------------ \| ----------- \| --------- \| ----------- \| \| 11 de febrero \| Lanús \| Lanús \| 1:1 \| Guadalajara \| \| 17 de febrero \| Viña del Mar \| Everton \| 1:0 \| Caracas \| \| 25 de febrero \| Caracas \| Caracas \| 3:1 \| Lanús \| \| 25 de febrero \| Guadalajara \| Guadalajara \| 6:2 \| Everton \| \| 3 de marzo \| Caracas \| Caracas \| 2:0 \| Guadalajara \| \| 11 de marzo \| Viña del Mar \| Everton \| 1:1 \| Lanús \| \| 11 de marzo \| Guadalajara \| Guadalajara \| 1:0 \| Caracas \| \| 17 de marzo \| Lanús \| Lanús \| 1:2 \| Everton \| \| 14 de abril \| Caracas \| Caracas \| 1:0 \| Everton \| \| 14 de abril \| Guadalajara \| Guadalajara \| 0:0 \| Lanús \| \| 29 de abril \| Viña del Mar \| Everton \| 1:1 \| Guadalajara \| \| 29 de abril \| Lanús \| Lanús \| 1:1 \| Caracas \| |              |             |           |             |
| Fecha | Lugar        | Local       | Resultado | Visitante   |
| 11 de febrero | Lanús        | Lanús       | 1:1       | Guadalajara |
| 17 de febrero | Viña del Mar | Everton     | 1:0       | Caracas     |
| 25 de febrero | Caracas      | Caracas     | 3:1       | Lanús       |
| 25 de febrero | Guadalajara  | Guadalajara | 6:2       | Everton     |
| 3 de marzo | Caracas      | Caracas     | 2:0       | Guadalajara |
| 11 de marzo | Viña del Mar | Everton     | 1:1       | Lanús       |
| 11 de marzo | Guadalajara  | Guadalajara | 1:0       | Caracas     |
| 17 de marzo | Lanús        | Lanús       | 1:2       | Everton     |
| 14 de abril | Caracas      | Caracas     | 1:0       | Everton     |
| 14 de abril | Guadalajara  | Guadalajara | 0:0       | Lanús       |
| 29 de abril | Viña del Mar | Everton     | 1:1       | Guadalajara |
| 29 de abril | Lanús        | Lanús       | 1:1       | Caracas     |

### Grupo 7
| Equipo               | Pts. | PJ | PG | PE | PP | GF | GC | DG  |
| -------------------- | ---- | -- | -- | -- | -- | -- | -- | --- |
| Grêmio               | 16   | 6  | 5  | 1  | 0  | 11 | 1  | 10  |
| Universidad de Chile | 10   | 6  | 3  | 1  | 2  | 8  | 6  | 2   |
| Boyacá Chicó         | 9    | 6  | 3  | 0  | 3  | 8  | 8  | 0   |
| Aurora               | 0    | 6  | 0  | 0  | 6  | 3  | 15 | –12 |

| \| Fecha \| Lugar \| Local \| Resultado \| Visitante \| \| ------------- \| ------------ \| -------------------- \| --------- \| -------------------- \| \| 10 de febrero \| Cochabamba \| Aurora \| 0:3 \| Boyacá Chicó \| \| 25 de febrero \| Porto Alegre \| Grêmio \| 0:0 \| Universidad de Chile \| \| 4 de marzo \| Coquimbo \| Universidad de Chile \| 3:0 \| Aurora \| \| 11 de marzo \| Tunja \| Boyacá Chicó \| 0:1 \| Grêmio \| \| 18 de marzo \| Tunja \| Boyacá Chicó \| 3:0 \| Universidad de Chile \| \| 25 de marzo \| Cochabamba \| Aurora \| 1:2 \| Grêmio \| \| 7 de abril \| Porto Alegre \| Grêmio \| 3:0 \| Aurora \| \| 8 de abril \| Santiago \| Universidad de Chile \| 3:0 \| Boyacá Chicó \| \| 15 de abril \| Santiago \| Universidad de Chile \| 0:2 \| Grêmio \| \| 16 de abril \| Tunja \| Boyacá Chicó \| 2:1 \| Aurora \| \| 28 de abril \| Porto Alegre \| Grêmio \| 3:0 \| Boyacá Chicó \| \| 28 de abril \| Cochabamba \| Aurora \| 1:2 \| Universidad de Chile \| |              |                      |           |                      |
| Fecha | Lugar        | Local                | Resultado | Visitante            |
| 10 de febrero | Cochabamba   | Aurora               | 0:3       | Boyacá Chicó         |
| 25 de febrero | Porto Alegre | Grêmio               | 0:0       | Universidad de Chile |
| 4 de marzo | Coquimbo     | Universidad de Chile | 3:0       | Aurora               |
| 11 de marzo | Tunja        | Boyacá Chicó         | 0:1       | Grêmio               |
| 18 de marzo | Tunja        | Boyacá Chicó         | 3:0       | Universidad de Chile |
| 25 de marzo | Cochabamba   | Aurora               | 1:2       | Grêmio               |
| 7 de abril | Porto Alegre | Grêmio               | 3:0       | Aurora               |
| 8 de abril | Santiago     | Universidad de Chile | 3:0       | Boyacá Chicó         |
| 15 de abril | Santiago     | Universidad de Chile | 0:2       | Grêmio               |
| 16 de abril | Tunja        | Boyacá Chicó         | 2:1       | Aurora               |
| 28 de abril | Porto Alegre | Grêmio               | 3:0       | Boyacá Chicó         |
| 28 de abril | Cochabamba   | Aurora               | 1:2       | Universidad de Chile |

### Grupo 8
| Equipo        | Pts. | PJ | PG | PE | PP | GF | GC | DG |
| ------------- | ---- | -- | -- | -- | -- | -- | -- | -- |
| Libertad      | 12   | 6  | 4  | 0  | 2  | 7  | 5  | 2  |
| San Luis      | 8    | 6  | 2  | 2  | 2  | 7  | 7  | 0  |
| Universitario | 8    | 6  | 2  | 2  | 2  | 6  | 7  | –1 |
| San Lorenzo   | 6    | 6  | 2  | 0  | 4  | 6  | 7  | –1 |

| \| Fecha \| Lugar \| Local \| Resultado \| Visitante \| \| ------------- \| --------------- \| ------------- \| --------- \| ------------- \| \| 11 de febrero \| Buenos Aires \| San Lorenzo \| 4:1 \| San Luis \| \| 11 de febrero \| Luque \| Libertad \| 2:1 \| Universitario \| \| 19 de febrero \| Lima \| Universitario \| 1:0 \| San Lorenzo \| \| 26 de febrero \| San Luis Potosí \| San Luis \| 0:1 \| Libertad \| \| 5 de marzo \| Luque \| Libertad \| 2:0 \| San Lorenzo \| \| 10 de marzo \| Lima \| Universitario \| 0:0 \| San Luis \| \| 18 de marzo \| Buenos Aires \| San Lorenzo \| 0:1 \| Libertad \| \| 18 de marzo \| San Luis Potosí \| San Luis \| 2:2 \| Universitario \| \| 7 de abril \| Lima \| Universitario \| 2:1 \| Libertad \| \| 8 de abril \| San Luis Potosí \| San Luis \| 2:0 \| San Lorenzo \| \| 28 de abril \| Buenos Aires \| San Lorenzo \| 2:0 \| Universitario \| \| 28 de abril \| Luque \| Libertad \| 0:2 \| San Luis \| |                 |               |           |               |
| Fecha | Lugar           | Local         | Resultado | Visitante     |
| 11 de febrero | Buenos Aires    | San Lorenzo   | 4:1       | San Luis      |
| 11 de febrero | Luque           | Libertad      | 2:1       | Universitario |
| 19 de febrero | Lima            | Universitario | 1:0       | San Lorenzo   |
| 26 de febrero | San Luis Potosí | San Luis      | 0:1       | Libertad      |
| 5 de marzo | Luque           | Libertad      | 2:0       | San Lorenzo   |
| 10 de marzo | Lima            | Universitario | 0:0       | San Luis      |
| 18 de marzo | Buenos Aires    | San Lorenzo   | 0:1       | Libertad      |
| 18 de marzo | San Luis Potosí | San Luis      | 2:2       | Universitario |
| 7 de abril | Lima            | Universitario | 2:1       | Libertad      |
| 8 de abril | San Luis Potosí | San Luis      | 2:0       | San Lorenzo   |
| 28 de abril | Buenos Aires    | San Lorenzo   | 2:0       | Universitario |
| 28 de abril | Luque           | Libertad      | 0:2       | San Luis      |

## Fases finales
A partir de aquí, los dieciséis equipos clasificados disputaron una serie de eliminatorias a ida y vuelta, hasta consagrar al campeón.
Las fases finales estuvieron compuestas por cuatro etapas: octavos, cuartos, semifinales y final. A los fines de establecer las llaves de la primera etapa, los dieciséis equipos fueron ordenados en dos tablas, una con los clasificados como primeros (numerados del 1 al 8 de acuerdo con su desempeño en la segunda fase, determinada según los criterios de clasificación), y otra con aquellos clasificados como segundos (numerados del 9 al 16, con el mismo criterio), enfrentándose en octavos de final el 1 con el 16, el 2 con el 15, el 3 con el 14, y así sucesivamente. Durante todo el desarrollo de las fases finales, el equipo que ostentara menor número de orden que su rival de turno ejerció la localía en el partido de vuelta. En caso de que dos equipos de un mismo país alcanzaran la ronda de semifinales, se debía alterar, de ser necesario, el orden de las llaves para que ambos se enfrentaran en la mencionada instancia, a fin de evitar que puedan cruzarse en la final.

### Tabla de primeros
| N.º | Equipo       | Pts. | PJ | PG | PE | PP | GF | GC | DG |
| --- | ------------ | ---- | -- | -- | -- | -- | -- | -- | -- |
| 1   | Grêmio       | 16   | 6  | 5  | 1  | 0  | 11 | 1  | 10 |
| 2   | Boca Juniors | 15   | 6  | 5  | 0  | 1  | 11 | 3  | 8  |
| 3   | Nacional     | 14   | 6  | 4  | 2  | 0  | 12 | 3  | 9  |
| 4   | São Paulo    | 13   | 6  | 4  | 1  | 1  | 10 | 6  | 4  |
| 5   | Cruzeiro     | 13   | 6  | 4  | 1  | 1  | 9  | 5  | 4  |
| 6   | Sport Recife | 13   | 6  | 4  | 1  | 1  | 10 | 7  | 3  |
| 7   | Libertad     | 12   | 6  | 4  | 0  | 2  | 7  | 5  | 2  |
| 8   | Caracas      | 10   | 6  | 3  | 1  | 2  | 7  | 4  | 3  |

### Tabla de segundos
| N.º | Equipo                 | Pts. | PJ | PG | PE | PP | GF | GC | DG |
| --- | ---------------------- | ---- | -- | -- | -- | -- | -- | -- | -- |
| 9   | Deportivo Cuenca       | 10   | 6  | 3  | 1  | 2  | 9  | 4  | 5  |
| 10  | Estudiantes (LP)       | 10   | 6  | 3  | 1  | 2  | 9  | 4  | 5  |
| 11  | Palmeiras              | 10   | 6  | 3  | 1  | 2  | 9  | 7  | 2  |
| 12  | Universidad de Chile   | 10   | 6  | 3  | 1  | 2  | 8  | 6  | 2  |
| 13  | Guadalajara            | 9    | 6  | 2  | 3  | 1  | 9  | 6  | 3  |
| 14  | San Luis               | 8    | 6  | 2  | 2  | 2  | 7  | 7  | 0  |
| 15  | Defensor Sporting      | 8    | 6  | 2  | 2  | 2  | 6  | 6  | 0  |
| 16  | Universidad San Martín | 8    | 6  | 2  | 2  | 2  | 7  | 9  | –2 |

### Situación de los equipos mexicanos
En principio, la Conmebol decidió aplazar una semana los partidos de los clubes mexicanos clasificados a octavos de final, con el fin de encontrar una solución satisfactoria al problema planteado por el grave brote de gripe A (H1N1), luego de que se evaluara la posibilidad de que jugaran en el extranjero sus partidos como local. Por ello, sucedieron los rechazos gubernamentales de Chile y Bogotá, Colombia, pese a que existió la voluntad para que se pudiera jugar por parte de la Federación Colombiana de Fútbol y de la Asociación Nacional de Fútbol Profesional chilena.
Días después, debido a que sus rivales se negaron a jugar en México, ante la postura oficial de la Conmebol de que ambas llaves se celebren con los dos equipos mexicanos jugando en condición de visitantes el día 20 de mayo, en partidos únicos que, en caso de quedar empatados, se definirían en tiros desde el punto penal, la Federación Mexicana de Fútbol anunció la deserción de los clubes Guadalajara y San Luis y el retiro de México de cualquier competencia de la Conmebol. Finalmente, la Confederación decidió el avance directo a cuartos de final de São Paulo y Nacional.

### Cuadro de desarrollo
|  | Octavos de final | Octavos de final       | Octavos de final | Octavos de final | Octavos de final |   |    | Cuartos de final          | Cuartos de final          | Cuartos de final          | Cuartos de final          | Cuartos de final          |  |    | Semifinales               | Semifinales               | Semifinales               | Semifinales               | Semifinales               |  |   | Final           | Final           | Final           | Final           | Final           |  |
|  | 5 al 21 de mayo  | 5 al 21 de mayo        | 5 al 21 de mayo  | 5 al 21 de mayo  | 5 al 21 de mayo  |   |    | 27 de mayo al 18 de junio | 27 de mayo al 18 de junio | 27 de mayo al 18 de junio | 27 de mayo al 18 de junio | 27 de mayo al 18 de junio |  |    | 24 de junio al 2 de julio | 24 de junio al 2 de julio | 24 de junio al 2 de julio | 24 de junio al 2 de julio | 24 de junio al 2 de julio |  |   | 8 y 15 de julio | 8 y 15 de julio | 8 y 15 de julio | 8 y 15 de julio | 8 y 15 de julio |  |
|  |                  |                        |                  |                  |                  |   |    |                           |                           |                           |                           |                           |  |    |                           |                           |                           |                           |                           |  |   |                 |                 |                 |                 |                 |  |
|  |                  |                        |                  |                  |                  |   |    |                           |                           |                           |                           |                           |  |    |                           |                           |                           |                           |                           |  |   |                 |                 |                 |                 |                 |  |
|  | 1                | Grêmio                 | 3                | 2                | 5                |   |    |                           |                           |                           |                           |                           |  |    |                           |                           |                           |                           |                           |  |   |                 |                 |                 |                 |                 |  |
|  | 1                | Grêmio                 | 3                | 2                | 5                |   |    |                           |                           |                           |                           |                           |  |    |                           |                           |                           |                           |                           |  |   |                 |                 |                 |                 |                 |  |
|  | 16               | Universidad San Martín | 1                | 0                | 1                |   |    |                           |                           |                           |                           |                           |  |    |                           |                           |                           |                           |                           |  |   |                 |                 |                 |                 |                 |  |
|  | 16               | Universidad San Martín | 1                | 0                | 1                |   | 1  | Grêmio (v)                | 1                         | 0                         | 1                         |                           |  |    |                           |                           |                           |                           |                           |  |   |                 |                 |                 |                 |                 |  |
|  |                  |                        |                  |                  |                  |   | 1  | Grêmio (v)                | 1                         | 0                         | 1                         |                           |  |    |                           |                           |                           |                           |                           |  |   |                 |                 |                 |                 |                 |  |
|  |                  |                        | 8                | Caracas          | 1                | 0 | 1  |                           |                           |                           |                           |                           |  |    |                           |                           |                           |                           |                           |  |   |                 |                 |                 |                 |                 |  |
|  | 8                | Caracas                | 8                | Caracas          | 1                | 0 | 1  | 1                         | 4                         | 5                         |                           |                           |  |    |                           |                           |                           |                           |                           |  |   |                 |                 |                 |                 |                 |  |
|  | 8                | Caracas                |                  |                  |                  |   |    |                           |                           | 5                         |                           |                           |  |    |                           |                           |                           |                           |                           |  |   |                 |                 |                 |                 |                 |  |
|  | 9                | Deportivo Cuenca       | 2                | 0                | 2                |   |    |                           |                           |                           |                           |                           |  |    |                           |                           |                           |                           |                           |  |   |                 |                 |                 |                 |                 |  |
|  | 9                | Deportivo Cuenca       | 2                | 0                | 2                |   |    |                           |                           |                           |                           |                           |  | 1  | Grêmio                    | 1                         | 2                         | 3                         |                           |  |   |                 |                 |                 |                 |                 |  |
|  |                  |                        |                  |                  |                  |   |    |                           |                           |                           |                           |                           |  | 1  | Grêmio                    | 1                         | 2                         | 3                         |                           |  |   |                 |                 |                 |                 |                 |  |
|  |                  |                        | 5                | Cruzeiro         | 3                | 2 | 5  |                           |                           |                           |                           |                           |  |    |                           |                           |                           |                           |                           |  |   |                 |                 |                 |                 |                 |  |
|  | 4                | São Paulo (w/o)        | 5                | Cruzeiro         | 3                | 2 | 5  | –                         | –                         | –                         |                           |                           |  |    |                           |                           |                           |                           |                           |  |   |                 |                 |                 |                 |                 |  |
|  | 4                | São Paulo (w/o)        |                  |                  |                  |   |    |                           |                           | –                         |                           |                           |  |    |                           |                           |                           |                           |                           |  |   |                 |                 |                 |                 |                 |  |
|  | 13               | Guadalajara            | –                | –                | –                |   |    |                           |                           |                           |                           |                           |  |    |                           |                           |                           |                           |                           |  |   |                 |                 |                 |                 |                 |  |
|  | 13               | Guadalajara            | –                | –                | –                |   | 4  | São Paulo                 | 1                         | 0                         | 1                         |                           |  |    |                           |                           |                           |                           |                           |  |   |                 |                 |                 |                 |                 |  |
|  |                  |                        |                  |                  |                  |   | 4  | São Paulo                 | 1                         | 0                         | 1                         |                           |  |    |                           |                           |                           |                           |                           |  |   |                 |                 |                 |                 |                 |  |
|  |                  |                        | 5                | Cruzeiro         | 2                | 2 | 4  |                           |                           |                           |                           |                           |  |    |                           |                           |                           |                           |                           |  |   |                 |                 |                 |                 |                 |  |
|  | 5                | Cruzeiro               | 5                | Cruzeiro         | 2                | 2 | 4  | 2                         | 1                         | 3                         |                           |                           |  |    |                           |                           |                           |                           |                           |  |   |                 |                 |                 |                 |                 |  |
|  | 5                | Cruzeiro               |                  |                  |                  |   |    |                           |                           | 3                         |                           |                           |  |    |                           |                           |                           |                           |                           |  |   |                 |                 |                 |                 |                 |  |
|  | 12               | Universidad de Chile   | 1                | 0                | 1                |   |    |                           |                           |                           |                           |                           |  |    |                           |                           |                           |                           |                           |  |   |                 |                 |                 |                 |                 |  |
|  | 12               | Universidad de Chile   | 1                | 0                | 1                |   |    |                           |                           |                           |                           |                           |  |    |                           |                           |                           |                           |                           |  | 5 | Cruzeiro        | 0               | 1               | 1               |                 |  |
|  |                  |                        |                  |                  |                  |   |    |                           |                           |                           |                           |                           |  |    |                           |                           |                           |                           |                           |  | 5 | Cruzeiro        | 0               | 1               | 1               |                 |  |
|  |                  |                        | 10               | Estudiantes (LP) | 0                | 2 | 2  |                           |                           |                           |                           |                           |  |    |                           |                           |                           |                           |                           |  |   |                 |                 |                 |                 |                 |  |
|  | 2                | Boca Juniors           | 10               | Estudiantes (LP) | 0                | 2 | 2  | 2                         | 0                         | 2                         |                           |                           |  |    |                           |                           |                           |                           |                           |  |   |                 |                 |                 |                 |                 |  |
|  | 2                | Boca Juniors           |                  |                  |                  |   |    |                           |                           | 2                         |                           |                           |  |    |                           |                           |                           |                           |                           |  |   |                 |                 |                 |                 |                 |  |
|  | 15               | Defensor Sporting      | 2                | 1                | 3                |   |    |                           |                           |                           |                           |                           |  |    |                           |                           |                           |                           |                           |  |   |                 |                 |                 |                 |                 |  |
|  | 15               | Defensor Sporting      | 2                | 1                | 3                |   | 15 | Defensor Sporting         | 0                         | 0                         | 0                         |                           |  |    |                           |                           |                           |                           |                           |  |   |                 |                 |                 |                 |                 |  |
|  |                  |                        |                  |                  |                  |   | 15 | Defensor Sporting         | 0                         | 0                         | 0                         |                           |  |    |                           |                           |                           |                           |                           |  |   |                 |                 |                 |                 |                 |  |
|  |                  |                        | 10               | Estudiantes (LP) | 1                | 1 | 2  |                           |                           |                           |                           |                           |  |    |                           |                           |                           |                           |                           |  |   |                 |                 |                 |                 |                 |  |
|  | 7                | Libertad               | 10               | Estudiantes (LP) | 1                | 1 | 2  | 0                         | 0                         | 0                         |                           |                           |  |    |                           |                           |                           |                           |                           |  |   |                 |                 |                 |                 |                 |  |
|  | 7                | Libertad               |                  |                  |                  |   |    |                           |                           | 0                         |                           |                           |  |    |                           |                           |                           |                           |                           |  |   |                 |                 |                 |                 |                 |  |
|  | 10               | Estudiantes (LP)       | 3                | 0                | 3                |   |    |                           |                           |                           |                           |                           |  |    |                           |                           |                           |                           |                           |  |   |                 |                 |                 |                 |                 |  |
|  | 10               | Estudiantes (LP)       | 3                | 0                | 3                |   |    |                           |                           |                           |                           |                           |  | 10 | Estudiantes (LP)          | 1                         | 2                         | 3                         |                           |  |   |                 |                 |                 |                 |                 |  |
|  |                  |                        |                  |                  |                  |   |    |                           |                           |                           |                           |                           |  | 10 | Estudiantes (LP)          | 1                         | 2                         | 3                         |                           |  |   |                 |                 |                 |                 |                 |  |
|  |                  |                        | 3                | Nacional         | 0                | 1 | 1  |                           |                           |                           |                           |                           |  |    |                           |                           |                           |                           |                           |  |   |                 |                 |                 |                 |                 |  |
|  | 3                | Nacional (w/o)         | 3                | Nacional         | 0                | 1 | 1  | –                         | –                         | –                         |                           |                           |  |    |                           |                           |                           |                           |                           |  |   |                 |                 |                 |                 |                 |  |
|  | 3                | Nacional (w/o)         |                  |                  |                  |   |    |                           |                           | –                         |                           |                           |  |    |                           |                           |                           |                           |                           |  |   |                 |                 |                 |                 |                 |  |
|  | 14               | San Luis               | –                | –                | –                |   |    |                           |                           |                           |                           |                           |  |    |                           |                           |                           |                           |                           |  |   |                 |                 |                 |                 |                 |  |
|  | 14               | San Luis               | –                | –                | –                |   | 3  | Nacional (v)              | 1                         | 0                         | 1                         |                           |  |    |                           |                           |                           |                           |                           |  |   |                 |                 |                 |                 |                 |  |
|  |                  |                        |                  |                  |                  |   | 3  | Nacional (v)              | 1                         | 0                         | 1                         |                           |  |    |                           |                           |                           |                           |                           |  |   |                 |                 |                 |                 |                 |  |
|  |                  |                        | 11               | Palmeiras        | 1                | 0 | 1  |                           |                           |                           |                           |                           |  |    |                           |                           |                           |                           |                           |  |   |                 |                 |                 |                 |                 |  |
|  | 6                | Sport Recife           | 11               | Palmeiras        | 1                | 0 | 1  | 0                         | 1                         | 1 (1)                     |                           |                           |  |    |                           |                           |                           |                           |                           |  |   |                 |                 |                 |                 |                 |  |
|  | 6                | Sport Recife           |                  |                  |                  |   |    |                           |                           | 1 (1)                     |                           |                           |  |    |                           |                           |                           |                           |                           |  |   |                 |                 |                 |                 |                 |  |
|  | 11               | Palmeiras (p)          | 1                | 0                | 1 (3)            |   |    |                           |                           |                           |                           |                           |  |    |                           |                           |                           |                           |                           |  |   |                 |                 |                 |                 |                 |  |
|  | 11               | Palmeiras (p)          | 1                | 0                | 1 (3)            |   |    |                           |                           |                           |                           |                           |  |    |                           |                           |                           |                           |                           |  |   |                 |                 |                 |                 |                 |  |
|  |                  |                        |                  |                  |                  |   |    |                           |                           |                           |                           |                           |  |    |                           |                           |                           |                           |                           |  |   |                 |                 |                 |                 |                 |  |

- Nota: En cada llave, el equipo con el menor número de orden es el que definió la serie como local.

### Octavos de final
| 6 de mayo de 2009, 19:50 (UTC-5) | Universidad San Martín | 1:3 (1:1) | Grêmio                       | Estadio Alejandro Villanueva, Lima                      |                                                         |
|                                  | Arzuaga 34'            | Reporte   | Souza 9' · M. López 46', 62' | Asistencia: 12 500 espectadores Árbitro(s): Carlos Vera | Asistencia: 12 500 espectadores Árbitro(s): Carlos Vera |

| 13 de mayo de 2009, 22:00 (UTC-3) | Grêmio                  | 2:0 (1:0) | Universidad San Martín | Estadio Olímpico Monumental, Porto Alegre                 |                                                           |
|                                   | Jonas 17' · Herrera 75' | Reporte   |                        | Asistencia: 42 839 espectadores Árbitro(s): Antonio Arias | Asistencia: 42 839 espectadores Árbitro(s): Antonio Arias |

| 7 de mayo de 2009, 15:50 (UTC-5) | Deportivo Cuenca                   | 2:1 (0:1) | Caracas    | Estadio Alejandro Serrano Aguilar, Cuenca                 |                                                           |
|                                  | Teixeira 57' (pen.) · Villalba 69' | Reporte   | Cichero 3' | Asistencia: 21 500 espectadores Árbitro(s): Víctor Rivera | Asistencia: 21 500 espectadores Árbitro(s): Víctor Rivera |

| 12 de mayo de 2009, 21:15 (UTC-4:30) | Caracas                                                   | 4:0 (2:0) | Deportivo Cuenca | Estadio Olímpico, Caracas                                |                                                          |
|                                      | Figueroa 24' (pen.) · Prieto 42' · Rentería 51' · Rey 74' | Reporte   |                  | Asistencia: 23 500 espectadores Árbitro(s): Pablo Lunati | Asistencia: 23 500 espectadores Árbitro(s): Pablo Lunati |

| 7 de mayo de 2009, 21:15 (UTC-4) | Universidad de Chile | 1:2 (0:1) | Cruzeiro                          | Estadio Nacional, Santiago                                  |                                                             |
|                                  | Villalobos 85'       | Reporte   | Soares 8' · Marquinhos Paraná 51' | Asistencia: 58 363 espectadores Árbitro(s): Jorge Larrionda | Asistencia: 58 363 espectadores Árbitro(s): Jorge Larrionda |

| 14 de mayo de 2009, 19:30 (UTC-3) | Cruzeiro   | 1:0 (0:0) | Universidad de Chile | Estadio Mineirão, Belo Horizonte                            |                                                             |
|                                   | Kléber 74' | Reporte   |                      | Asistencia: 36 898 espectadores Árbitro(s): Héctor Baldassi | Asistencia: 36 898 espectadores Árbitro(s): Héctor Baldassi |

| 14 de mayo de 2009, 19:30 (UTC-3) | Defensor Sporting         | 2:2 (1:1) | Boca Juniors             | Estadio Centenario, Montevideo                            |                                                           |
|                                   | Gaglianone 45' · Mora 84' | Reporte   | Palermo 3' · Palacio 56' | Asistencia: 58 457 espectadores Árbitro(s): Carlos Torres | Asistencia: 58 457 espectadores Árbitro(s): Carlos Torres |

| 21 de mayo de 2009, 19:50 (UTC-3) | Boca Juniors | 0:1 (0:1) | Defensor Sporting | Estadio La Bombonera, Buenos Aires                          |                                                             |
|                                   |              | Reporte   | de Souza 27'      | Asistencia: 53 000 espectadores Árbitro(s): Sálvio Fagundes | Asistencia: 53 000 espectadores Árbitro(s): Sálvio Fagundes |

| 7 de mayo de 2009, 20:00 (UTC-5) | Estudiantes (LP)                          | 3:0 (1:0) | Libertad | Estadio Ciudad de La Plata, La Plata                     |                                                          |
|                                  | G. Fernández 1' · Boselli 63' (pen.), 70' | Reporte   |          | Asistencia: 41 912 espectadores Árbitro(s): Carlos Simon | Asistencia: 41 912 espectadores Árbitro(s): Carlos Simon |

| 14 de mayo de 2009, 21:00 (UTC-3) | Libertad | 0:0     | Estudiantes (LP) | Estadio Feliciano Cáceres, Luque                           |                                                            |
|                                   |          | Reporte |                  | Asistencia: 1 987 espectadores Árbitro(s): Roberto Silvera | Asistencia: 1 987 espectadores Árbitro(s): Roberto Silvera |

| 5 de mayo de 2009, 21:15 (UTC-3) | Palmeiras    | 1:0 (0:0) | Sport Recife | Estadio Palestra Itália, São Paulo                          |                                                             |
|                                  | Ortigoza 75' | Reporte   |              | Asistencia: 23 991 espectadores Árbitro(s): Sergio Pezzotta | Asistencia: 23 991 espectadores Árbitro(s): Sergio Pezzotta |

| 12 de mayo de 2009, 20:15 (UTC-3) | Sport Recife                                | 1:0 (0:0) (1:3 p.)         | Palmeiras                         | Estadio Ilha do Retiro, Recife                             |                                                            |
|                                   | Wilson 82'                                  | Reporte                    |                                   | Asistencia: 28 487 espectadores Árbitro(s): Carlos Chandía | Asistencia: 28 487 espectadores Árbitro(s): Carlos Chandía |
|                                   |                                             | Tiros desde el punto penal |                                   |                                                            |                                                            |
|                                   | Luciano Henrique · Igor · Fumagalli · Dutra |                            | Mozart · Marcão · Danilo · Armero |                                                            |                                                            |

### Cuartos de final
| 27 de mayo de 2009, 20:20 (UTC-4:30) | Caracas    | 1:1 (1:0) | Grêmio           | Estadio Olímpico, Caracas                                   |                                                             |
|                                      | Cichero 1' | Reporte   | Fábio Santos 74' | Asistencia: 24 190 espectadores Árbitro(s): Roberto Silvera | Asistencia: 24 190 espectadores Árbitro(s): Roberto Silvera |

| 17 de junio de 2009, 21:50 (UTC-3) | Grêmio | 0:0     | Caracas | Estadio Olímpico Monumental, Porto Alegre                 |                                                           |
|                                    |        | Reporte |         | Asistencia: 50 725 espectadores Árbitro(s): Carlos Torres | Asistencia: 50 725 espectadores Árbitro(s): Carlos Torres |

| 27 de mayo de 2009, 21:50 (UTC-3) | Cruzeiro                           | 2:1 (1:0) | São Paulo      | Estadio Mineirão, Belo Horizonte                           |                                                            |
|                                   | Leonardo Silva 45' · Zé Carlos 65' | Reporte   | Washington 57' | Asistencia: 52 906 espectadores Árbitro(s): Carlos Chandía | Asistencia: 52 906 espectadores Árbitro(s): Carlos Chandía |

| 18 de junio de 2009, 22:00 (UTC-3) | São Paulo | 0:2 (0:0) | Cruzeiro                         | Estadio Morumbi, São Paulo                                  |                                                             |
|                                    |           | Reporte   | Henrique 65' · Kléber 81' (pen.) | Asistencia: 52 809 espectadores Árbitro(s): Sergio Pezzotta | Asistencia: 52 809 espectadores Árbitro(s): Sergio Pezzotta |

| 28 de mayo de 2009, 19:30 (UTC-3) | Defensor Sporting | 0:1 (0:1) | Estudiantes (LP) | Estadio Centenario, Montevideo |                               |
|                                   |                   | Reporte   | Desábato 12'     | Árbitro(s): Juan Ernesto Soto  | Árbitro(s): Juan Ernesto Soto |

| 18 de junio de 2009, 19:30 (UTC-5) | Estudiantes (LP) | 1:0 (1:0) | Defensor Sporting | Estadio Ciudad de La Plata, La Plata                   |                                                        |
|                                    | Benítez 13'      | Reporte   |                   | Asistencia: 44 855 espectadores Árbitro(s): Óscar Ruiz | Asistencia: 44 855 espectadores Árbitro(s): Óscar Ruiz |

| 28 de mayo de 2009, 22:00 (UTC-3) | Palmeiras       | 1:1 (0:0) | Nacional   | Estadio Palestra Itália, São Paulo                        |                                                           |
|                                   | Diego Souza 55' | Reporte   | García 80' | Asistencia: 24 737 espectadores Árbitro(s): Carlos Torres | Asistencia: 24 737 espectadores Árbitro(s): Carlos Torres |

| 17 de junio de 2009, 19:20 (UTC-3) | Nacional | 0:0     | Palmeiras | Estadio Centenario, Montevideo                          |                                                         |
|                                    |          | Reporte |           | Asistencia: 54 567 espectadores Árbitro(s): Carlos Vera | Asistencia: 54 567 espectadores Árbitro(s): Carlos Vera |

### Semifinales
| 24 de junio de 2009, 21:50 (UTC-3) | Cruzeiro                                           | 3:1 (1:0) | Grêmio    | Estadio Mineirão, Belo Horizonte                          |                                                           |
|                                    | Wellington Paulista 38' · Wágner 47' · Fabinho 67' | Reporte   | Souza 79' | Asistencia: 59 296 espectadores Árbitro(s): Enrique Osses | Asistencia: 59 296 espectadores Árbitro(s): Enrique Osses |

| 2 de julio de 2009, 21:50 (UTC-3) | Grêmio                | 2:2 (0:2) | Cruzeiro                     | Estadio Olímpico Monumental, Porto Alegre              |                                                        |
|                                   | Réver 54' · Souza 74' | Reporte   | Wellington Paulista 34', 36' | Asistencia: 40 452 espectadores Árbitro(s): Óscar Ruiz | Asistencia: 40 452 espectadores Árbitro(s): Óscar Ruiz |

| 25 de junio de 2009, 19:40 (UTC-5) | Estudiantes (LP) | 1:0 (1:0) | Nacional | Estadio Ciudad de La Plata, La Plata                    |                                                         |
|                                    | Galván 14'       | Reporte   |          | Asistencia: 50 453 espectadores Árbitro(s): René Ortubé | Asistencia: 50 453 espectadores Árbitro(s): René Ortubé |

| 1 de julio de 2009, 21:15 (UTC-3) | Nacional   | 1:2 (0:0) | Estudiantes (LP)   | Estadio Centenario, Montevideo                            |                                                           |
| | Medina 76' | Reporte   | Boselli 52', 90+1' | Asistencia: 48 368 espectadores Árbitro(s): Carlos Torres | Asistencia: 48 368 espectadores Árbitro(s): Carlos Torres |
| Nacional reclamó ante la FIFA que Estudiantes de La Plata utilizó en estos dos encuentros a Rolando Schiavi, pese a que estaba inhabilitado por la Conmebol. La FIFA le otorgó la razón al club uruguayo, pero no le permitió avanzar de fase. |            |           |                    |                                                           |                                                           |

### Final
| Ida; 8 de julio de 2009, 21:50 (UTC-3) | Estudiantes (LP) | 0:0     | Cruzeiro | Estadio Ciudad de La Plata, La Plata                        |                                                             |
|                                        |                  | Reporte |          | Asistencia: 52 000 espectadores Árbitro(s): Jorge Larrionda | Asistencia: 52 000 espectadores Árbitro(s): Jorge Larrionda |

| Vuelta; 15 de julio de 2009, 21:50 (UTC-3) | Cruzeiro     | 1:2 (0:0) | Estudiantes (LP)            | Estadio Mineirao, Belo Horizonte                           |                                                            |
|                                            | Henrique 52' | Reporte   | Fernández 57' · Boselli 72' | Asistencia: 64 800 espectadores Árbitro(s): Carlos Chandía | Asistencia: 64 800 espectadores Árbitro(s): Carlos Chandía |

|                                     |
| Bandera de Argentina                |
| Campeón Estudiantes (LP) 4.º título |

## Estadísticas y premios

### Mejor Jugador
| Jugador              | Club             |
| -------------------- | ---------------- |
| Juan Sebastián Verón | Estudiantes (LP) |

### Goleadores
| Jugador             | Club             | Goles |
| ------------------- | ---------------- | ----- |
| Mauro Boselli       | Estudiantes (LP) | 8     |
| Jorge Núñez         | Nacional         | 7     |
| Rodrigo Teixeira    | Deportivo Cuenca | 7     |
| Keirrison           | Palmeiras        | 6     |
| Souza               | Grêmio           | 6     |
| Borges              | São Paulo        | 5     |
| Darío Figueroa      | Caracas          | 5     |
| Rodrigo Palacio     | Boca Juniors     | 5     |
| Martín Palermo      | Boca Juniors     | 5     |
| Wellington Paulista | Cruzeiro         | 5     |